# 에드워드 앵글

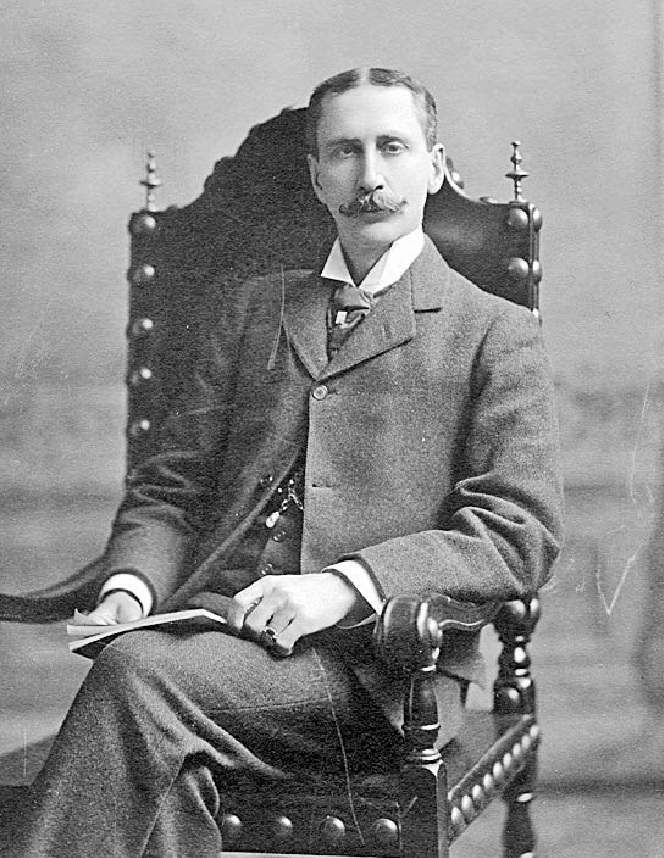

에드워드 하틀리 앵글(Edward Hartley Angle, 1855년 6월 1일 - 1930년 8월 11일)은 미국의 치과의사로, 치과교정학의 창시자로 널리 인지되고 있다.
미국 펜실베이니아주에서 태어난 그는 1876년 펜실베이니아 치과대학을 졸업하여 치과의사가 되었다. 1887년부터 1892년동안 미네소타 대학교에서 치과 교정학 교수로 부임하였다. 앵글의 초기 관심사는 치과 보철학이었고, 실제로 초기에 그는 펜실베이니아 치과대학과 미네소타 대학교에서 보철학을 가르쳤다. 그는 이 과정에서 교합학에 관심을 가지게 되었고 환자에게 정상 교합을 만들어주는 과정에서 교정학을 연구하게 되었다.
그가 정의한 부정교합의 분류는 아직도 널리 이용되고 있다.